# Mais où sont passées les jeunes filles en fleurs ?
Pour plus de détails, voir Fiche technique et Distribution.
Mais où sont passées les jeunes filles en fleurs ? est un film français réalisé par Jean Desvilles et sorti en 1975.

## Synopsis
Deux étudiants, dont un est encore puceau, passent quelques jours en vacances dans le château de la tante de l'un d'entre-eux.

## Fiche technique
- Réalisation : Jean Desvilles
- Scénario : Jean Desvilles
- Photographie : Alain Derobe
- Montage : Pierre Didier
- Musique : François de Roubaix
- Durée : 73 minutes[1]
- Dates de sortie :
  - France : 7 mai 1975
- Affiche : Clément Hurel (France)

## Distribution
- Christian Parisy : Bastien
- Pierre Guillermo : Arnaud
- Françoise Prévost : Mme de Saintange
- Véronique Daniel : Amélie
- Catherine Wagener : Béatrice
- Lisbeth Heulle : Véronique
- Laurence Imbert : Justine
- Marie Provat : Julie, la bonne
- Patrice Melennec : Justin, le garde-chasse
- Sébastien Floche : Le chef d'orchestre
- Patrice Dozier : Le maître d'hôtel
- Pierre Doris : L'épicier
- Marie Marczack : La voyante